# Follow the Reaper
Follow the Reaper ist das dritte Album der finnischen Melodic-Death-Metal-Band Children of Bodom. Es erschien am 30. Oktober 2000 über Spinefarm Records und wurde in Europa und Amerika von Nuclear Blast vertrieben.

## Entstehungsgeschichte
Alle Lieder wurden von Alexi Laiho komponiert, auch die Texte stammen von ihm. Das Album wurde unter der Leitung von Peter Tägtgren im Abyss Studio aufgenommen und in den Finnvox Studios (Helsinki) von Mika Jussila gemischt.

## Musikstil
In musikalischer Hinsicht stellt das Album eine stärkere Hinwendung zu klareren Melodien im Stile des Power Metal dar. Das Keyboard tritt verstärkt in den Vordergrund.

## Titelliste
1. Follow the Reaper – 3:47
2. Bodom After Midnight – 3:43
3. Children of Decadence – 5:34
4. Everytime I Die – 4:03
5. Mask of Sanity – 3:58
6. Taste of My Scythe – 3:58
7. Hate Me! – 4:44
8. Northern Comfort – 3:48
9. Kissing the Shadows – 4:32
10. Hellion (Bonustrack) – 3:02

## Bonustracks
Finnland (42:04)
- Don’t Stop At The Top (Coverversion, Original von Scorpions)

Vereinigte Staaten und Europa (41:40)
- Hellion (W.A.S.P.)

Japan (42:17)
- Shot In The Dark (Coverversion, Original von Ozzy Osbourne)

Deluxe Edition von Nuclear Blast (46:09)
- Hellion (Coverversion, Original von W.A.S.P.)
- Aces High (Coverversion, Original von Iron Maiden)

Diese Version erschien 2005 und wurde in einem Pappschuber ausgeliefert. Sie enthielt neben diesen Bonustracks noch einen Videoclip zum Song Everytime I Die.

## Singleauskopplungen
Der Song Hate Me! wurde einige Monate vor Veröffentlichung des Albums bereits als Vorab-Single veröffentlicht. Allerdings handelt es sich dabei nicht um die Version des Albums, sondern um eine andere Version mit anderem Gitarrensolo, die in den Astia Studios zusammen mit der W.A.S.P.-Coverversion Hellion aufgenommen wurde. Für das Album, das später aufgenommen wurde, wurde der Song Hate Me! komplett neu eingespielt. Die Single erreichte in den finnischen Charts Platz 1.

## Auszeichnungen für Musikverkäufe
| Land/Region     | Auszeichnungen für Musikverkäufe (Land/Region, Auszeichnung, Verkäufe) | Verkäufe |
| --------------- | ---------------------------------------------------------------------- | -------- |
| Finnland (IFPI) | Gold                                                                   | 29.014   |
| Insgesamt       | 1× Gold ·                                                              | 29.014   |

## Trivia
- Das zu Anfang des Titelsongs zu hörende Zitat “Death, be not proud, though some have called thee/Mighty and dreadful, for thou art not so.” stammt aus einem Gedicht von John Donne. Am Ende des Songs ist ein Sample aus dem Film Der Exorzist III zu hören.
- Im Song Taste Of My Scythe taucht zu Beginn ein weiteres Sample aus Der Exorzist III auf.
- Die finnische Humppa-Band Eläkeläiset coverte mit Hate Me! auf ihrem 2006 erschienenen Album Humppasirkus erstmals einen Song von Children of Bodom. Der auf Finnisch parodierte Titel lautete ”Vihaan Humppa” (deutsch: „Ich hasse Humppa“) und wurde signifikant schneller gespielt als das Original.